# Manuel I Megas Komnenos
Manuel I Megas Komnenos (Grieks: Μανουήλ Α΄ Μέγας Κομνηνός/Manouēl I Megas Komnēnos) (1218 - maart 1263), bijgenaamd de Strijdbare, was van 1238 tot 1263 keizer van Trebizonde.

## Leven

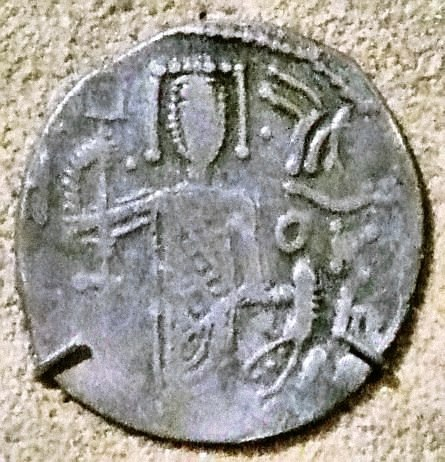
Asper van Manuel I

Manuel, de tweede zoon van keizer Alexios I Megas Komnenos, kwam op de troon na de dood van zijn broer Johannes I, daarbij diens zoon Johannik(i)os terzijde schuivend. Na de nederlaag van de Seltsjoeken tegen de Mongolen schudde hij het Seltsjoekse juk af. Hij erkende in 1243 het opperleenheerschap van de Mongolen, evenwel zonder de grootkan persoonlijk hulde te moeten brengen. Waarschijnlijk met Mongoolse hulp bracht hij voor korte tijd (1254-1256) Sinope weer in Trebizondisch bezit. Hij onderhandelde voorts vruchteloos met Lodewijk IX van Frankrijk over een dynastieke alliantie en hield stand tegen Nicea. Hij werd na zijn dood opgevolgd door zijn oudste zoon Andronikos II.

## Huwelijken en kinderen
Manuel huwde driemaal. Uit het eerste huwelijk met de Byzantijnse edelvrouw Anna Xylaloë werd de troonopvolger Andronikos II geboren. Bij zijn tweede vrouw, de Iberische prinses Roesadan († ± 1253), verwekte hij een dochter Theodora, die in 1284 en 1285 over Trebizonde zou heersen. Uit het derde huwelijk met de Byzantijnse edelvrouw Irene Syrikaina (± 1238 - na 1280) werden vier kinderen geboren, van wie de zoons, Georgios en Johannes II, beide de troon zouden bestijgen. Van de twee niet bij naam bekende dochters huwde er een met koning Demetrius II van Georgië.